# Baía de Salamansa
Baía de Salamansa är en vik i Kap Verde.   Den ligger i kommunen Concelho de São Vicente, i den nordvästra delen av landet, 270 km nordväst om huvudstaden Praia.
Omgivningarna runt Baía de Salamansa är i huvudsak ett öppet busklandskap. Runt Baía de Salamansa är det ganska tätbefolkat, med 222 invånare per kvadratkilometer.